# Los Speakers
Los Speakers es el cuarto álbum de la banda bogotana The Speakers. A razón de algunos litigios que surgieron en el grupo, Oswaldo Hernández abandonó la banda y después lo haría Edgar Dueñas el baterista que como consecuencia trajo la salida de Luis; su hermano. A este punto Rodrigo García y Humberto Monroy decidieron buscar nuevos elementos para abrir una nueva etapa del grupo, nació así una nueva formación de The Speakers con Óscar Lasprilla, guitarra, voz y compositor y Roberto Fiorilli, baterista, cantante, compositor, que dieron vida al IV álbum con Bambuco.

## Listado de canciones
| Lado A |                      |              |          |  |
| N.º    | Título               | Escritor(es) | Duración |  |
| 1.     | «Te olvidaré»        | Ó. Lasprilla | 2:41     |  |
| 2.     | «18»                 | R. García    | 2:21     |  |
| 3.     | «Un Hombre Triste»   | H. Monroy    | 2:22     |  |
| 4.     | «Regresaste»         | R. Fiorilli  | 2:30     |  |
| 5.     | «Uno, Dos, Tres»     | Ó. Lasprilla | 3:15     |  |
| 6.     | «Tu Canción de Amor» | R. García    | 3:18     |  |
| 16:27  |                      |              |          |  |

| Lado B |                         |              |          |  |
| N.º    | Título                  | Escritor(es) | Duración |  |
| 1.     | «Rancho 'Barra Cruzada» | R. Fiorilli  | 2:09     |  |
| 2.     | «Reflexiones»           | H. Monroy    | 2:10     |  |
| 3.     | «Mis Sueños»            | R. García    | 3:22     |  |
| 4.     | «Después de Tanto Amor» | H. Monroy    | 2:13     |  |
| 5.     | «El Tren Que Se Va»     | R. Fiorilli  | 2:55     |  |
| 6.     | «Mira Que Bailas Bien»  | Ó. Lasprilla | 2:06     |  |
| 14:55  |                         |              |          |  |

## Participantes
- Rodrigo García - Guitarrista, Compositor, Cantante, Pianista, Violinista
- Humberto Monroy - Bajista, Compositor, Cantante
- Óscar Lasprilla - Guitarra leader, Compositor, Voz
- Roberto Fiorilli - Baterista, Compositor, Cantante